# Bulb

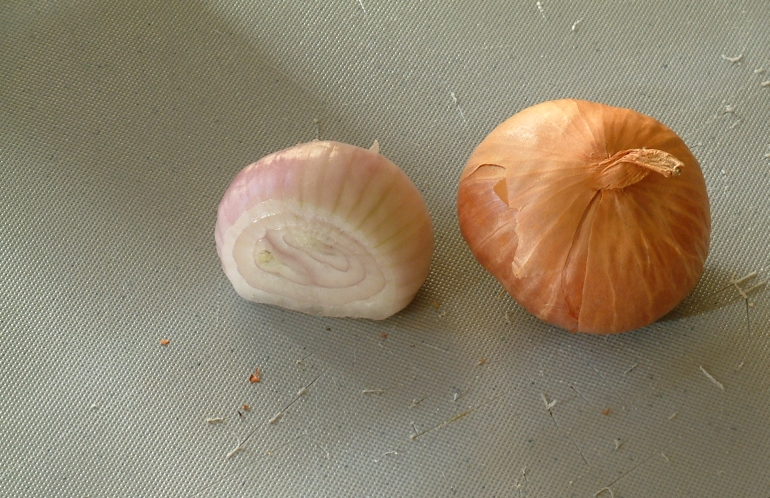
Bulbul de hașmă (ceapă franțuzească)

Bulbul este stadiul latent al anumitor plante cu semințe, în special plante monocotiledonate perene. Constă într-un mugur subteran, relativ mare, având de obicei formă globulară, cu frunze membranoase sau cărnoase suprapuse, care pornesc dintr-o tulpină scurtă. 
Frunzele] cărnoase au rolul de a păstra rezerve de hrană, permițându-i plantei să rămână în stare latentă atunci când nu are apă la dispoziție (în timpul iernii sau în vreme de secetă) și să-și reia procesul de creștere, atunci când condițiile sunt din nou favorabile. Există două tipuri principale de bulb. 
Primul, bulbul tunicat, exemplificat de ceapă, este acoperit cu un strat subțire de frunze membranoase, ca din hârtie, care îi protejează frunzele cărnoase. 
Celălalt, numit și bulb solzos, cum este cazul crinilor, prezintă frunze neacoperite de strat protector, ceea ce le conferă aspectul unor solzi ascuțiți. 
Bulbii le permit multor plante ornamentale, cum ar fi narcisele, lalelele și zambilele, să înflorească rapid la începutul primăverii, când apar condiții favorabile de creștere. Alte plante cu bulbi înfloresc vara (de ex., crinii) sau toamna (de ex., șofranul de toamnă). 
Rădăcinile tari ale șofranului și ale gladiolelor și rizomii alungiți ai irișilor nu sunt bulbi.